# Форзиція
Форзиція або жовтодзвін (Forsythia) — рід чагарників та невеликих дерев родини маслинові, із красивими жовтими квітами. Рід містить 11 негібридних видів і поширений у східній Азії та на Балканському півострові. 

## Поширення
Форзиція європейська (Forsythia europaea) росте в Албанії, Словаччині та на території колишньої Югославії, всі інші види — у Східній Азії (Китай, Японія, Корея). Така розірваність природного ареалу говорить про давнє походження цього роду.

## Назва
Наукова родова назва дана рослині на честь шотландського ботаніка Вільяма Форсайта, який обіймав посаду головного садівника Кенсінгтонського палацу та став одним із засновників Королівського садівничого товариства (англ. Royal Horticultural Society), — він привіз рослину з Китаю у Європу.

## Ботанічний опис

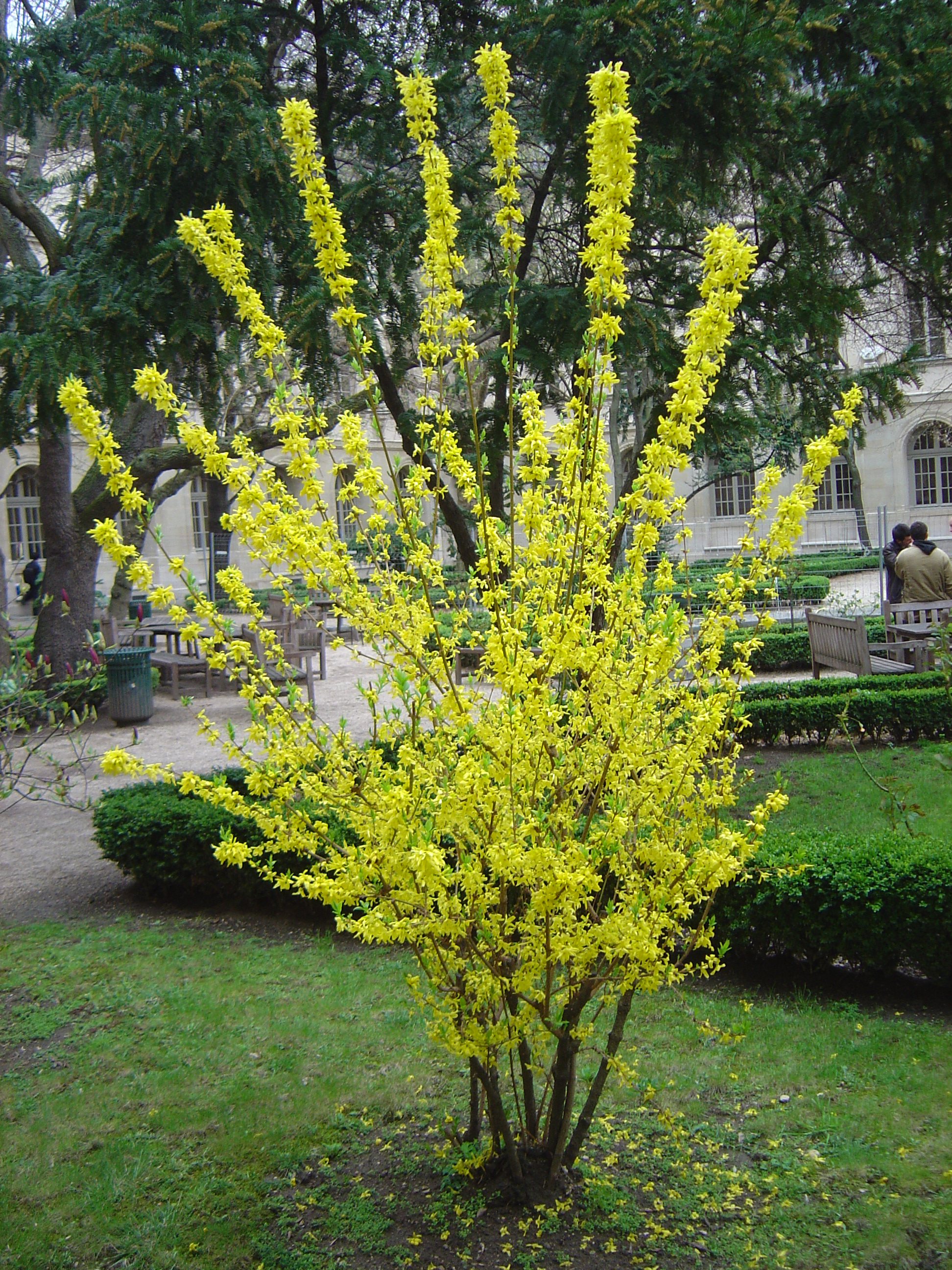
Форзиція

Листопадний чагарник або дерево висотою до 2 м, зрідка до 6 м, ширина кущів до 2 м. Листки супротивні, продовгувато-овальні, прості, по краю зубчаті. Довжиною 5-7 см, світло-зеленого кольору.
Квіти золотисті, з короткими пелюстками, зібрані в пазушні пониклі китиці. Плід — яйцеподібна коробочка.
Форзиція росте швидко та не дуже вибаглива до ґрунтів, світлолюбна, теплолюбна.

## Використання
Використовують у садах та парках як декоративну рослину. Декоративні якості виражаються під час квітнення та з кольоровим листям восени. Поширена по всій Україні.

## Види
1. Forsythia europaea Degen & Bald
2. Forsythia giraldiana Lingelsh
3. Forsythia × intermedia
4. Forsythia japonica Makino
5. Forsythia koreana (Nakai) T.B.Lee
6. Forsythia likiangensis Ching & Feng ex P.Y.Bai
7. Forsythia × mandschurica Uyeki
8. Forsythia mira M.C.Chang
9. Forsythia ovata Nakai
10. Forsythia saxatilis  (Nakai) Nakai
11. Forsythia suspensa (Thunb.) Vahl.
12. Forsythia togashii H.Hara
13. Forsythia velutina Nakai
14. Forsythia viridissima Lindley[8]